# Duguetia subcordata
Duguetia subcordata är en kirimojaväxtart som beskrevs av Paulus Johannes Maria Maas och Van Dam. Duguetia subcordata ingår i släktet Duguetia och familjen kirimojaväxter. Inga underarter finns listade i Catalogue of Life.